# باشگاه فوتبال واراژدین (۲۰۱۵–۱۹۳۱)
باشگاه فوتبال واراژدین (انگلیسی: Varaždin Football Club) یک باشگاه فوتبال در شهر واراژدین، کرواسی بود. این باشگاه که در سال ۱۹۳۱ تأسیس و در سال ۲۰۱۵ منحل شده سابقه ۶ نایب قهرمانی در جام حذفی فوتبال کرواسی را دارد.